# Haluzice (Slowakei)
Haluzice (ungarisch Gallyas – bis 1907 Haluzic) ist eine Gemeinde im Westen der Slowakei mit 94 Einwohnern (Stand 31. Dezember 2024), die zum Okres Nové Mesto nad Váhom, einem Teil des Trenčiansky kraj, gehört.

## Geographie

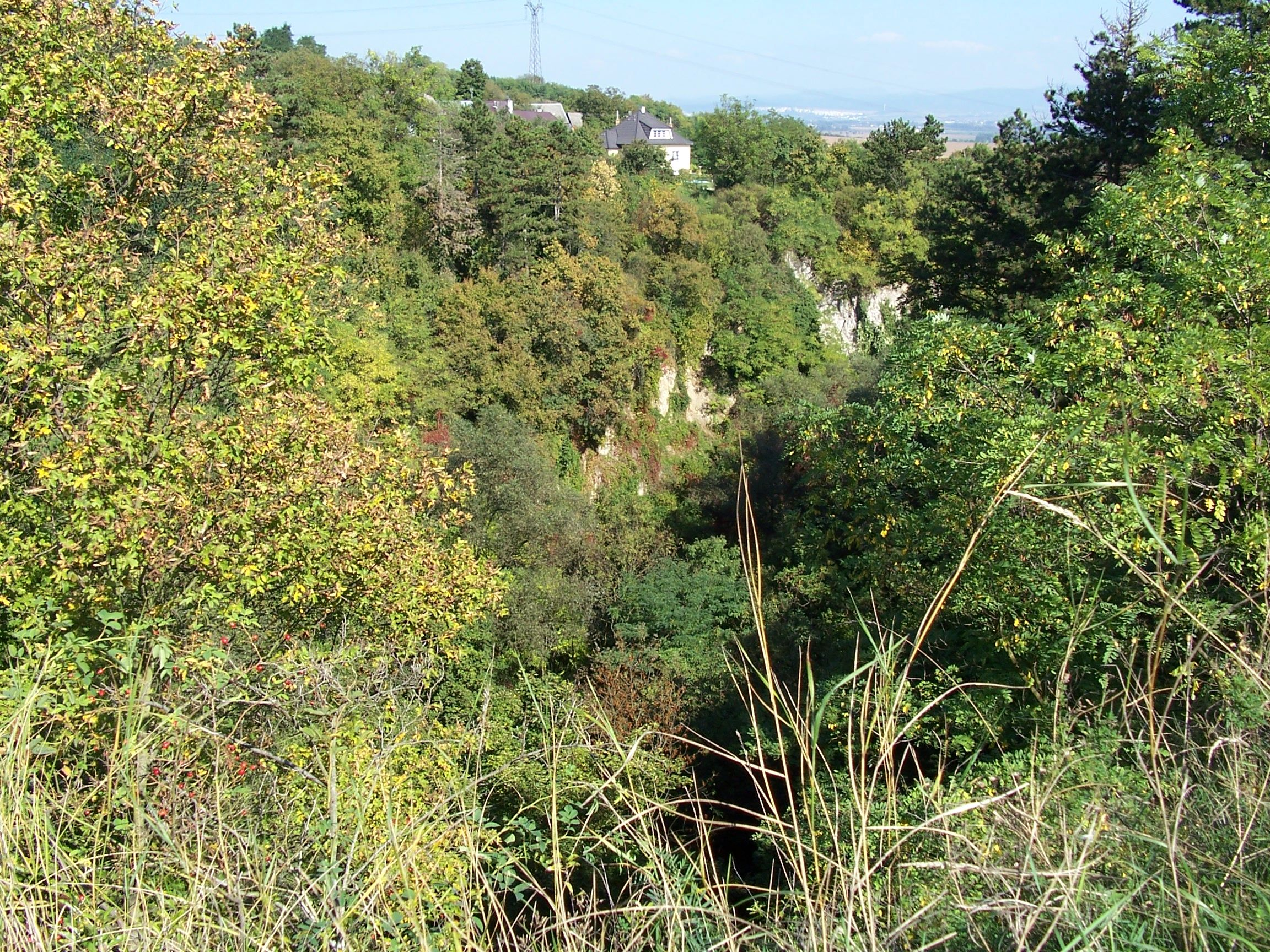
Die Schlucht Haluzická tiesňava

Die Gemeinde befindet sich am südwestlichen Ende der Tallandschaft Považské podolie am Fuße der Weißen Karpaten. Durch den Ort verläuft der Haluzický potok, der stromabwärts durch die bis zu 50 Meter tiefe Schlucht Haluzická tiesňava (lokal auch Haluzická prierva) weiter in das Waagtal fließt. Das Ortszentrum liegt auf einer Höhe von 260 m n.m. und ist zehn Kilometer von Nové Mesto nad Váhom entfernt.
Nachbargemeinden sind Melčice-Lieskové im Norden, Ivanovce im Osten, Štvrtok im Südosten und Bošáca im Westen.

## Geschichte

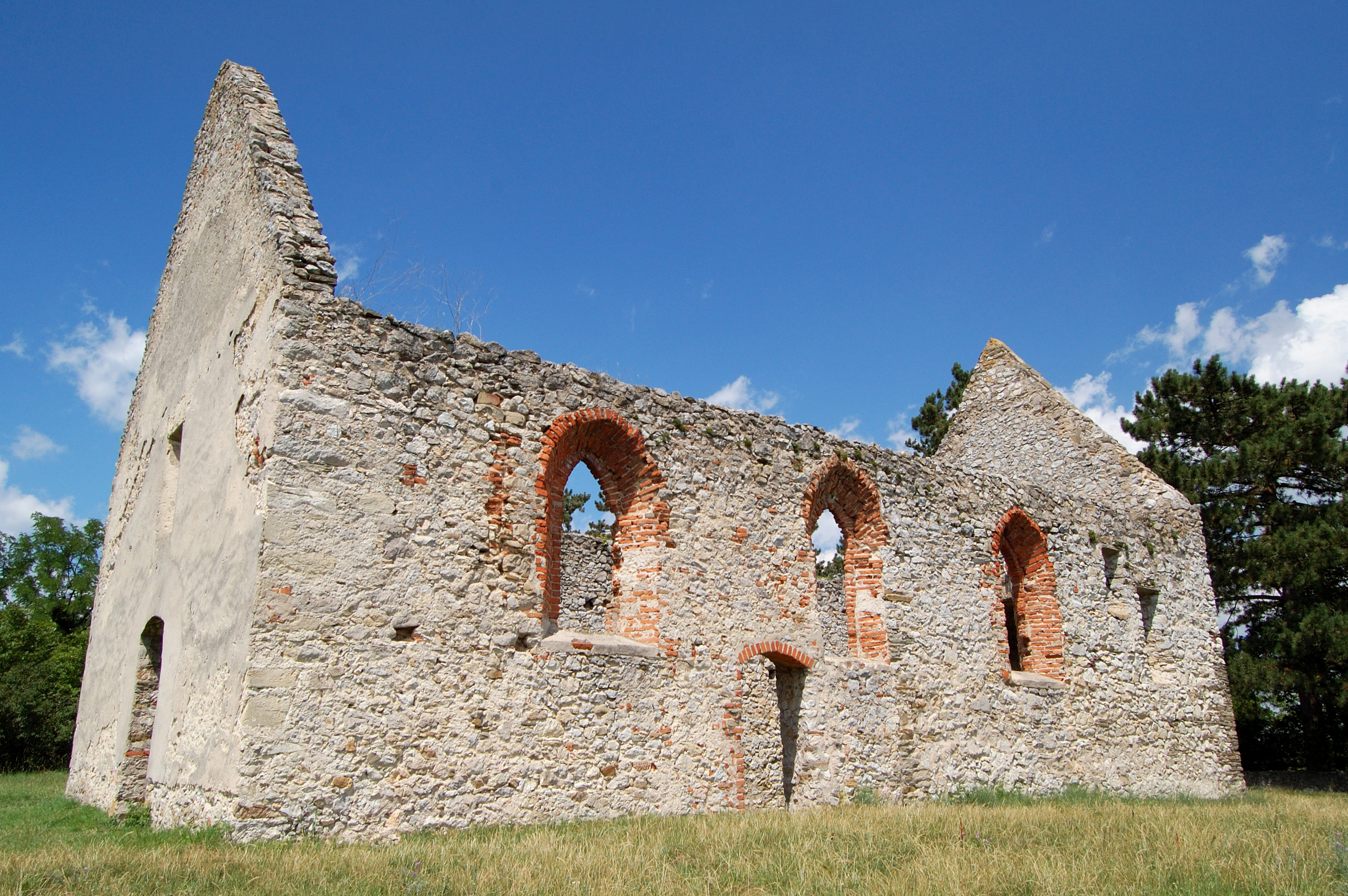
Ruinen der romanischen Kirche

Gegen 1240 entstand unweit des heutigen Ortes eine romanische Kirche. Die Pfarrei wurde im Jahre 1332 erwähnt, der Ort Haluzice aber erst 1392 und zwar als Halusych. Im Mittelalter und der Neuzeit war das Dorf Teil des Herrschaftsgebietes der Burg Beckov. 1598 hatte Haluzice 30 Häuser, 1720 Weingärten und 17 Steuerpflichtige. 1828 zählte man 39 Häuser und 277 Einwohner, deren Haupteinnahmequellen Holzhandel, Herstellung von Holzwaren und Landwirtschaft waren.
Bis 1918 gehörte der im Komitat Trentschin liegende Ort zum Königreich Ungarn und kam danach zur Tschechoslowakei beziehungsweise heute Slowakei.
Von 1962 bis 1990 war Haluzice Teil der Nachbargemeinde Bošáca.

## Bevölkerung
| Jahr                | 1994 | 2004     | 2014     | 2024     |
| ------------------- | ---- | -------- | -------- | -------- |
| Anzahl der Personen | 77   | 55       | 68       | 94       |
| Unterschied         |      | −28,57 % | +23,63 % | +38,23 % |

| Jahr                | 2023 | 2024    |
| ------------------- | ---- | ------- |
| Anzahl der Personen | 95   | 94      |
| Unterschied         |      | −1,05 % |

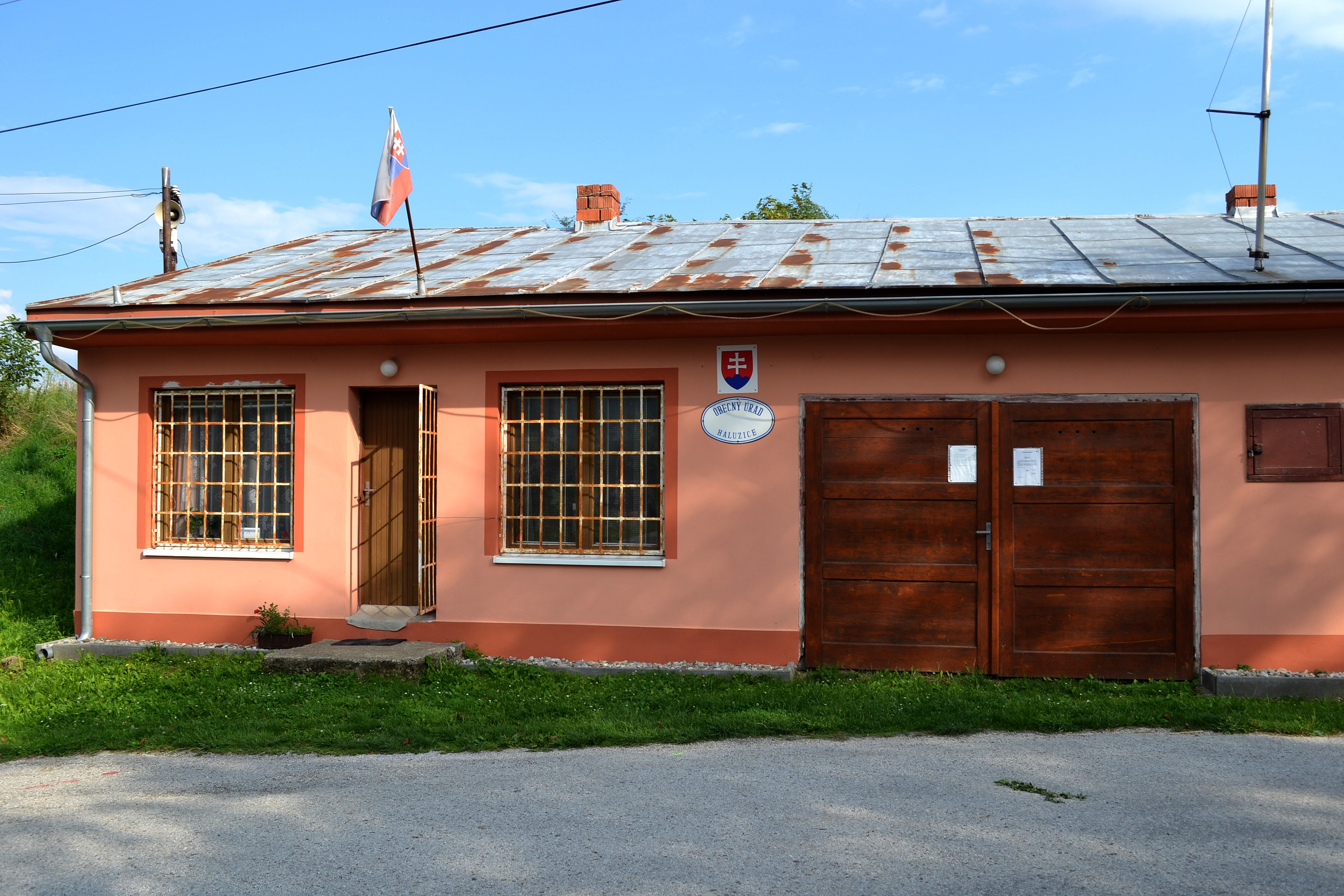
Sitz der Gemeindeverwaltung

Nach der Volkszählung 2011 wohnten in Haluzice 66 Einwohner, davon 65 Slowaken. 1 Einwohner gab eine andere Ethnie an.
31 Einwohner bekannten sich zur römisch-katholischen Kirche, 10 Einwohner zur Evangelischen Kirche A. B. und 1 Einwohner zur Pfingstbewegung. 17 Einwohner waren konfessionslos und bei 7 Einwohnern wurde die Konfession nicht ermittelt.

## Bauwerke
- Ruinen der romanischen Kirche, gegen 1240 erbaut, im 16. Jahrhundert erweitert und 1810 verlassen